# Theologischer Handkommentar zum Neuen Testament
Der Theologische Handkommentar zum Neuen Testament (kurz ThHK) ist eine Kommentarreihe zum Neuen Testament, die von der Evangelischen Verlagsanstalt, Leipzig veröffentlicht wird.
Die Reihe wurde 1928 gegründet. Seit den 1950er Jahren erscheinen fortlaufend Neubearbeitungen. Schwerpunkt ist die Herausarbeitung von Textaussage und Textzusammenhang in relativ kompaktem Umfang als exegetisch-theologische Unterstützung für die Verkündigung.